# Плоскохвостые камышовки
Плоскохво́стые камышо́вки (лат. Schoenicola) — род насекомоядных птиц из семейства сверчковых (Locustellidae). В него включают два вида из Азии. Раньше представителей рода относили к семейству славковых.

## Этимология
Латинское название рода Schoenicola происходит от двух греческих слов: skhoinos — тростник, камыш и cola — житель, обитатель. Латинское название, как и русское, подчёркивает факт о выборе птицей места обитания.

## Описание
Плоскохвостые камышовки — небольшие птицы с длиной тела 16—18 см и массой — 14—20 г. Окраска оперения защитная — смесь коричневых и серых оттенков. Горло и брюшко белые. Силуэтом птица похожа на воробья. Её голова кажется относительно небольшой из-за широкого хвоста.

## Классификация
Международный союз орнитологов относит к роду 2 вида:
- Schoenicola platyurus (Jerdon, 1841) — Длинноклювая плоскохвостая камышовка[1]
- Schoenicola striatus (Jerdon, 1841) [syn. Chaetornis striata] — Хеторнис

Короткоклювая плоскохвостая камышовка выделена в 2018 году в монотипический род Catriscus — Catriscus brevirostris (Sundevall, 1850).